# Brachaelurus colcloughi
Lo squalo tappeto grigio-azzurro o squalo di Colclough (Brachaelurus colcloughi Ogilby, 1908) è uno squalo cieco della famiglia dei Bracheluridi endemico dell'Australia. Vive nelle acque subtropicali dell'Oceano Pacifico sud-occidentale a latitudini comprese tra i 12° e i 29° S.

## Descrizione
Le dimensioni di questa specie variano tra i 50 cm dei maschi e i 65 cm delle femmine. Ha una dimensione massima superiore ai 75 cm. Ha un colore grigio sul dorso e bianco sul ventre. Ha un paio di barbigli vicino alla bocca, che non è di notevoli dimensioni.

## Biologia
La riproduzione è ovovivipara.